# Авгий
А́вгий (др.-греч. Αὐγέᾱς, Αὐγείᾱς — «сияющий») — персонаж древнегреческой мифологии, царь племени элейцев или эпеев в Элиде. Обладал многочисленными стадами, которые подарил ему отец (по одной из версий) — бог Солнца Гелиос. Микенский царь Еврисфей поручил Гераклу вычистить Авгиевы конюшни от скопившегося за многие годы навоза за один день. Геракл договорился с Авгием, что уберëт стойла за один день за плату, и, получив согласие, прокопал канал от ближайших рек и разобрал стены конюшен, после чего вода смыла из конюшен всю грязь. Авгий отказался платить, и тогда Геракл пошёл на него войной. Первое нападение царь Элиды отбил, но позже всё-таки потерпел поражение. По одной версии мифа, он был убит Гераклом, по другой — остался в живых и умер существенно позже своей смертью.
Выражение «авгиевы конюшни» стало крылатым для обозначения чего-либо чрезвычайно загрязнённого, запущенного.

## В мифологии

### Происхождение
Существует несколько версий происхождения Авгия. По разным данным, он был сыном бога Солнца Гелиоса, либо царя Элиды Форбанта, либо сына Посейдона Элея (царя племени элейцев в Этолии), либо самого Посейдона. В связи с этим Павсаний пишет, что Авгия называли сыном Гелиоса «те, кто хотел дать Авгию больше славы»: они немного изменили имя Элей (др.-греч. Ἥλιος, Ἠλεῖος), чтобы получилось Гелиос (др.-греч. Ἥλιος, Ἠέλιος). Матерью Авгия некоторые античные авторы называют Гирмину (дочь Нелея, Никтея или Эпея) или Навсидаму, дочь Амфидаманта (в этих случаях его отцом считается Гелиос). Наконец, Иоанн Цец пишет, что мать Авгия звали Ифибоя.
Аполлодор Афинский называет братом Авгия ещё одного элидского царя — Актора, мужа Молионы и приёмного отца сиамских близнецов Молионидов, Ктеата и Еврита. При этом, согласно Павсанию, Актор был единственным сыном Форбанта и Гирмины.

### Биография
Авгий был царём племени элейцев или эпеев (правда, Гекатей Милетский счёл необходимым уточнить, что эпеи — «отличное от элейцев племя», враждебное Авгию). Как правило, это царство локализуют в Элиде, в районе города Эфира; существует и альтернативная версия, в которой фигурирует Писа. Известно, что Авгий устраивал гонки на колесницах, из которых впоследствии выросли Олимпийские игры, причём однажды он поступил нечестно — отнял у победителя, царя мессенского Пилоса Нестора, четвёрку лошадей и прогнал возницу. Многие античные авторы упоминают Авгия как участника плавания аргонавтов в Колхиду за золотым руном.
Авгий славился своими богатствами. Это доказывает одна из версий мифа, согласно которой именно этот царь приказал искусным архитекторам, Агамеду и Трофонию, построить сокровищницу, в которую не смог бы проникнуть ни один вор. В первую очередь Авгий был известен своими огромными стадами скота, которые ему подарил Гелиос. По словам Феокрита, «Не мог бы никто никогда ни сказать, ни помыслить, / Будто всем этим владеет один или даже и десять, / Если бы даже цари всей земли им стада подарили». За многие годы в конюшнях накопилось огромное количество навоза; по другой версии, кучи навоза возвышались по всей Элиде, из-за чего большая часть земли оставалась невозделанной. Царь Микен Еврисфей, желая унизить своего родича Геракла грязной работой, приказал ему убрать всё это за один день. Тот прибыл к Авгию и, не говоря ничего о приказе Еврисфея, предложил навести порядок, запросив за это десятую часть всего скота (по одной из версий, упомянутых у Павсания, — часть царства). Царь, не веря, что такое возможно, согласился. Тогда Геракл разобрал одну из стен конюшен, отвёл воду из близлежащих рек, Алфея и Пенея, которая и вымыла навоз. По версии Павсания, он повернул вспять течение реки Мений.
Когда навоз был убран, Авгий по совету Лепрея отказался заплатить Гераклу. Он мотивировал это либо тем, что дело было сделано не трудом, а хитрой уловкой, либо тем, что Геракл выполнял приказ своего царя и соответственно не должен получать награды. Перед рассматривавшими этот спор судьями сын элидского царя Филей заявил, что отец поступает бесчестно. Тогда разгневанный Авгий, не слушая судей, изгнал и сына, и Геракла из своих земель. Еврисфей в свою очередь отказался признавать чистку конюшен за подвиг, так как была договорённость о плате.
Геракл решил отомстить и вторгся в Элиду с войском, набранным из аркадян, аргивян и фиванцев. Авгий заключил союз с Амаринкеем и поручил командование войсками сиамским близнецам Молионидам (по одной из версий мифа, своим племянникам). Геракл во время этой войны заболел, а поэтому заключил мир; когда Молиониды узнали причину его уступчивости, то напали на врага и многих перебили. Автор схолий к одам Пиндара сообщает, что во время этих событий Авгий вероломно убил сыновей Геракла от Мегары. Впоследствии, когда Молиониды, или, по другой версии, сын Авгия Еврит, отправились на Истмийские игры в качестве теоров (священных послов), Геракл напал на них и убил. В связи с этим элейцы навсегда отказались участвовать в Истмийских играх. После Геракл вновь напал на Элиду. На этот раз он одержал победу: Авгия вместе с большинством его детей Геракл убил, а новым царём сделал Филея.
По другой версии мифа, Авгий остался жив после опустошительного похода Геракла на Элиду. Филей наладил в царстве мирную жизнь и вернулся в Дулихий; Авгий снова принял власть и правил до самой смерти в преклонном возрасте, передав свои владения ещё одному сыну, Агасфену.

### Потомки
Многие источники называют сыновьями Авгия Агасфена и Филея, которые в разное время правили отцовским царством. Сын Агасфена Поликсен упоминается в числе женихов Елены и участников Троянской войны. Кроме того, Диодор Сицилийский пишет о сыне Авгия Эврите, Гомер — о дочери Авгия Агамеде, жене Мулия, которая, согласно поздней версии, родила от Посейдона трёх сыновей, Бела, Актора и Диктиса. У Аполлодора упоминается Эпикаста, родившая от Геракла сына Фессала.

## Память
Мифы, связанные с Авгием, были интерпретированы в героическом духе Пиндаром. Позже более рационалистичную версию мифа разработали Каллимах, Аполлодор Афинский (или другой писатель, известный сейчас под этим именем) и Павсаний. Для Гомера и автора схолий к Пиндару Авгий был безусловно человеком недостойным.
Жители Элиды ещё во II веке н. э. почитали Авгия и совершали в его честь жертвоприношения. В исторические времена сохранялся запрет для элейцев участвовать в Истмийских играх в память о вероломно убитых Молионидах.
Современные антиковеды считают Авгия местным элидским героем, чьё почитание имело несомненную связь с культом Солнца; свидетельством тому являются и перевод его имени («сияющий»), и «солнечная» родословная. Существует гипотеза, что изначально и Авгий, и его единокровный брат Ээт (царь Колхиды) были ипостасями Гелиоса. Грязь в конюшнях ассоциировалась с туманами и тучами, которые разгоняет солнечный свет. В современной культуре выражение «авгиевы конюшни» стало крылатым: так называют сильный беспорядок, запущенность в делах или помещение, в котором царят грязь и беспорядок.